# Kom igen Lena!
"Kom igen Lena!" är en låt av den svenska popartisten Håkan Hellström, släppt som den första singeln från albumet Det är så jag säger det den 7 oktober 2002. Denna första utgåva av singeln drogs tillbaka eftersom b-sidan, "När jag ser framåt", var alltför lik "Pie Jesu" av Andrew Lloyd Webber. I stället släpptes en nyutgåva i november samma år där b-sidan hade ersatts med en liveinspelning av "Rockenroll blåa ögon - igen". Låten nådde som högst andraplats på den svenska singellistan samt åttonde plats på den norska singellistan.
Låten vann Rockbjörnen 2002 i kategorin "Årets svenska låt". Det har också gjorts en video till "Kom igen Lena!", som regisserades av Joakim Åhlund 2002.